# 崔佛·卡希爾
崔佛·約翰·卡希爾（英語：Trevor John Cahill，1988年3月1日—），為前美國職棒大聯盟的投手，生涯曾效力過運動家、響尾蛇、勇士、小熊、教士、皇家、天使、巨人與海盜等隊。卡希爾在2006年大聯盟選秀被運動家於第二輪選中，並在2009年登上大聯盟，2010年入選明星賽。

## 職業生涯

### 奧克蘭運動家
2006年美國職棒大聯盟選秀，卡希爾在第二輪66順位被運動家選中。2008年，他在高階1A拿下5勝4敗，防禦率2.78。不僅入選明星賽，還參加了全明星未來之星賽。
之後他在2A繳出6勝1敗，防禦率2.19的成績。他也代表美國隊參加北京奧運，並拿下銅牌。
2009年4月7日，卡希爾登上大聯盟。他先發5局失2分無關勝敗。2010年，卡希爾投出18勝8敗，防禦率2.97，儼然成為球隊王牌。2011年4月，卡希爾便和運動家簽下5年3050萬美元的合約。
儘管球隊給予高度期待，不過卡希爾並未複製去年的好表現。2011年，他拿下12勝14敗，防禦率4.16，表現普通。

### 亞利桑那響尾蛇
2011年12月9日，運動家將卡希爾和克雷格·布雷斯洛交易到響尾蛇，換來萊恩·庫克、Jarrod Parker和Collin Cowgill。2012年，他拿下13勝12敗。
2013年，卡希爾僅拿下3勝10敗，防禦率4.66。之後他因為臀部挫傷休息1個月，不過他在最後拿下先發5連勝。整季他拿下8勝10敗，卻也丟出國聯最多的17次暴投。
2014年，卡希爾開季僅拿下0勝4敗，防禦率9.17。在轉往牛棚後，他的防禦率降到5.17。不過由於控球能力未見改善，因此他在6月9日還是被球隊指定讓渡。之後他在1A調整投球機制，並在7月中重返大聯盟。整季他只拿下3勝12敗，防禦率5.61，都是生涯最慘紀錄。

### 亞特蘭大勇士
2015年4月2日，響尾蛇將卡希爾交易到勇士，換來Josh Elander。他在勇士初登板僅投2+1⁄3局便失4分，最後他在6月11日被指定讓渡，20日遭到釋出。

### 洛杉磯道奇
2015年7月2日，卡希爾和道奇隊簽下小聯盟合約。他在道奇隊沒有登上大聯盟，只在小聯盟拿下1勝3敗，防禦率5.24。最後他在8月14日成為自由球員。

### 芝加哥小熊

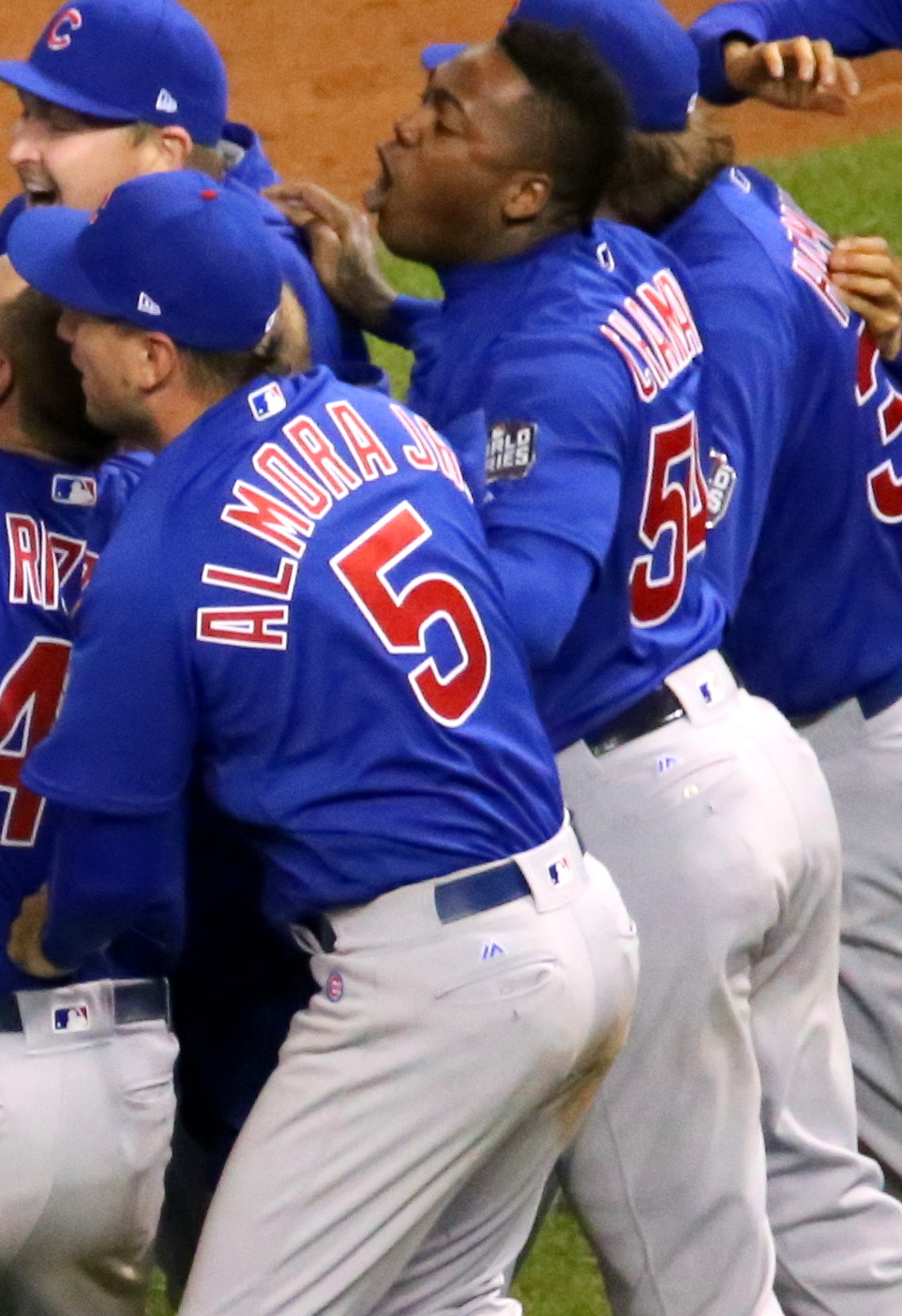
2016年世界大賽第七戰，隨隊拿下冠軍的卡希爾(左上)跟著小熊隊友一同祝賀

2015年8月18日，他和小熊隊簽下小聯盟約。2015年國家聯盟分區賽，卡希爾上場面對紅雀投了1局無失分。球季結束後，他又和球隊簽下1年425萬美元的合約。
2016年，卡希爾主要擔任牛棚投手。這年他拿下4勝4敗，防禦率2.74。球隊拿下103勝58敗闖進季後賽，並拿下世界大賽冠軍。卡希爾沒有出賽，不過仍拿下世界大賽冠軍戒。

### 聖地牙哥教士
2017年1月20日，他和教士隊簽下1年425萬美元的合約。卡希爾成功進入先發輪值，K9值10.6為生涯最佳。

### 堪薩斯市皇家
2017年7月24日，教士隊將卡希爾、Brandon Maurer和Ryan Buchter交易到皇家隊，換來崔維斯·伍德、Matt Strahm和Esteury Ruiz。整季他累積拿下4勝3敗，防禦率3.93。而他也投出美聯最多的16次暴投。

### 奧克蘭運動家（二次）
2018年3月19日，他和運動家簽下1年175萬美元的合約。他在6月中因為阿基里斯腱受傷而進入傷兵名單，整季他拿下7勝4敗，防禦率3.76，並送出100次三振。

### 洛杉磯天使
2018年12月20日，卡希爾和天使隊簽下1年900萬美元的合約。然而卡希爾在這年卻繳出生涯最糟的5.98防禦率，他僅僅投了102+1⁄3局就被敲出25轟。整年只拿下4勝9敗，球季結束後成為自由球員。

### 舊金山巨人
2020年2月26日，卡希爾和巨人隊簽下小聯盟合約。該年他出賽11場比賽，防禦率3.24。

### 匹茲堡海盜
2021年3月11日，卡希爾和海盜隊簽下1年150萬美元的合約。他在7月2日因為左大腿受傷而進入60天傷兵名單。

## 退休
卡希爾自2022年起便未有大聯盟出場紀錄。2025年6月，他出人意料地與獨立聯盟的加斯托尼亞鬼椒隊（Gastonia Ghost Peppers），形同復出。這位37歲的資深投手以後援角色登板2場，之後宣布退休。

## 個人生活
卡希爾畢業於達特茅斯學院，他曾在SAT測驗拿下1950分的高分。目前他和妻子定居於加州。

## 外部連結
- 球員資訊和成績在MLB ，ESPN ，Retrosheet ，Baseball Reference ，Baseball Reference (Minors) ，Fangraphs ，The Baseball Cube （英文）